# Martin Geffert
Martin Geffert, né 7 mars 1922 à Heppenheim et décédé le 4 octobre 2015, est un astronome amateur allemand, coiffeur de profession.
Dans sa jeunesse, il commence par se former à la profession de coiffeur, puis, au début de la Seconde Guerre mondiale, il travaille dans une usine d'avions avant d'être enrôlé comme pilote en 1942. Il est d'abord envoyé sur le front russe, puis sur le front ouest. Il est capturé par les militaires américains lors de la prise de la Ruhr.
Après la guerre, il reprend sa profession de coiffeur tout en nourrissant sa passion pour l'astronomie. Il compte parmi les fondateurs de l'observatoire de Starkenburg.
L'astéroïde (17855) Geffert lui est dédié.